# Ettore Giannini
Ettore Giannini (* 15. Oktober 1912 in Neapel; † 15. November 1990 in Massa Lubrense) war ein italienischer Theaterregisseur und Filmschaffender.

## Leben
Giannini hatte in Rechtswissenschaften abgeschlossen, widmete sich ab 1936 aber dem Schreiben zahlreicher Komödien, zunächst vor allem für Radioaufführungen. Sein Kurzfilm La prua incantata wurde mehrfach prämiert. Er studierte Regie bei Guido Salvini und Tatiana Pavlova und assistierte Jacques Copeau. Ab 1940 war Giannini gefragter Regisseur für die Bühne und inszenierte Stücke von u. a. Shaw, Pirandello, Goldoni, Coward, Rattigan und Tolstoi. Für die Mailänder Scala inszenierte er einige Opern und Ballette. Nachdem er in den 1950er Jahren sich um Synchronarbeiten gekümmert hatte, inszenierte er 1964 wieder für die Bühne. In Der Kaufmann von Venedig spielten Rina Morelli und Paolo Stoppa.
Für das Kino war er immer wieder und in unterschiedlichsten Funktionen tätig; als Drehbuchautor (L'anonima Raylott nach eigener Vorlage 1936, Processo alla città 1952), Darsteller, Regieassistent oder Dialogautor (Per pochi dollari ancora 1965). Seine Regiearbeit Carosello napoletano aus dem Jahr 1954 mit Sophia Loren ragt dabei als farbenprächtiges Musical über die Geschichte der neapolitanischen Musik nicht nur in ihrem Genre heraus.

## Filmografie (Auswahl)
- 1951: Europa 51 (Europa '51) (Darsteller)
- 1952: Das Lied vom Verrat (Processo alla città)
- 1954: Karussell Neapel (Carosello napoletano) (Regie)
- 1956: Ihr schlechter Ruf (Difendo il mio amore) (Drehbuch)